# Луиза де Бурбон, герцогиня де Монпансье
Луиза де Бурбон, герцогиня де Монпансье (фр. Louise de Bourbon, duchesse de Montpensier; 1482 — 15 июля 1561) — дочь графа Жильбера де Бурбон-Монпансье и его супруги Клары Гонзага, получившая в феврале 1538 года титул герцогини де Монпансье и дофины Оверни.

## Происхождение
Принцесса крови из династии Бурбон. Старшая дочь Жильбера де Бурбона (1443—1496), графа де Монпансье (1486—1496), и Клары Гонзага (1464—1503).
Луиза де Бурбон по отцовской линии была внучкой Людовика де Бурбона (1405—1486), графа де Монпансье, и Габриэли де Ла Тур д’Овернь (ум. 1486), а по женской линии — Федерико I Гонзага (1441—1484), 3-го маркиза Мантуи (1478—1484), и Маргариты Баварской (1442—1479).

## Биография
После смерти Жильбера де Бурбона титулы графа де Монпансье унаследовали его сыновья Людовик II де Бурбон (1496—1501) и Шарль III де Бурбон (1501—1527), младшие братья Луизы. Шарль де Бурбон погиб в бою в мае 1527 года, когда командовал имперской армией во время осады Рима.
После смерти своих трёх братьев Луи, Шарля и Франсуа Луиза де Бурбон стала наследницей графства Монпансье и Оверньского дофинства. Однако король Франции Франциск I де Валуа по наущению своей матери Луизы Савойской приказал конфисковать все владения герцога Шарля III Бурбона, коннетабля Франции, который изменил Франции и перешел на сторону германского императора Карла V Габсбурга. После смерти Шарля де Бурбона его феодальные домены были конфискованы. 17 мая 1530 года Луиза де Бурбон стала герцогиней де Шательро, графиней де Форез и баронессой де Боже, но в январе 1532 года король отобрал у ней эти титулы. Владения Шарля де Бурбона были переданы Луизе Савойской, матери Франциска I.
В феврале 1538 года король Франции передал Луизе де Бурбон титулы герцогини де Монпансье, дофины Оверни, баронессы де Ла Тур и де ла Бюссьер.
5 июля 1561 года Луиза де Бурбон умерла. Она была похоронена в Сент-Шапелле, замок Шато-де-Шампиньи и Турени. Её старший сын Луи де Бурбон унаследовал титул герцога де Монпансье.
Через свою дочь Сюзанну Луиза де Бурбон стала прародительницей короля Франции Людовика XV Бурбона. Её внучка Шарлотта де Бурбон была прародительницей Ганноверского дома, который правил в Великобритании с 1714 по 1901 год, от которого происходит современная Виндзорская династия.

## Брак и дети
17 июля 1499 года Луиза де Бурбон вышла замуж за Андре III де Шовиньи, принца де Деоль и виконта де Броссе (ум. 4 января 1502). Брак был бездетным.
21 марта 1504 года вторично вышла замуж за своего кузена Луи де Бурбона (1473—1520), принца де Ла-Рош-сюр-Йон, от брака с которым у неё было трое детей:
- Сюзанна де Бурбон-Монпансье (1508—1570), муж с 1529 года Клод де Рьё (1497—1532), граф д’Аркур (1518—1532)
- Людовик III де Бурбон-Монпансье (10 июня 1513 — 23 сентября 1582), герцог де Монпансье (1539—1582)
- Шарль де Бурбон-Монпансье (1515 — 10 октября 1565), принц де Ла-Рош-сюр-Йон (1520—1565).